# Besseya ritteriana
Besseya ritteriana là một loài thực vật có hoa trong họ Mã đề. Loài này được (Eastw.) Rydb. mô tả khoa học đầu tiên năm 1903.